# Minety
Minety – wieś w Anglii, w hrabstwie Wiltshire. Leży 61 km na północ od miasta Salisbury i 128 km na zachód od Londynu. W 2001 miejscowość liczyła 1398 mieszkańców.